# Setge de Vilafranca de Conflent
El Setge de Villafranca de Conflent va ser una setge que es va lliurar del 27 de juny al 5 de juliol de 1654 a Vilafranca de Conflent entre els exèrcits hispànic i francès durant la guerra dels Segadors.

## Antecedents
L'any 1653 va ser el darrer de la Guerra de la Fronda. França restava pacificada i només Lluís II de Borbó-Condé, aliat d'Espanya seguia combatent contra el Rei de França des de Flandes. L'any següent, Armand de Borbó-Conti, Príncep de Conti, reconciliat amb el Cardenal Giulio Raimondo Mazzarino va ser enviat al Rosselló per tal de reconquerir Catalunya.

## La Campanya
El 16 de juny de 1654, 4.000 infants i 2.500 cavalls francesos, sota el comandament de Jacques de Rougé de Plessis-Belliére, entraven a Catalunya per Perthus i es dirigiren a Castelló d'Empúries on es replegaren les tropes hispàniques que foren assetjades. Allí hi queda de guarnició el regiment d'infanteria de Montpezat.
El 25 de juny el Príncep de Conti arribava a Perpinyà, l'endemà 26 es decidí en consell de guerra assetjar Vilafranca de Conflent. Una avant-guarda de 500 cavalls (regiments d'Ardena, Margarit i Calvo, catalans, Balthasard, alemany, Langès, Piloy i de La Fare, francesos amb peu estranger) i 1.200 homes (regiments Galères, Mérinville, Saint-Luc, francesos, Campels (irlandès?) i Margarit, català) es dirigí cap a la vila, simulant part de les tropes que es volia fer una entrada a Catalunya.
L'avantguarda comandada per Bussy-de-Rabutin travessà el Tet el dia 28 de juny per un pont al voltant de Vilafranca, a la cara que mira a Aulet, amb poca oposició de les tropes que el guarnien. L'endemà el Príncep de Conti arribava a Vilafranca amb la resta de les seves tropes: regiments d'infants de Champagne, Normandie, Anjou, Choupes, Conti, Rébé, La Roque i Hocquincourt, i els la resta dels de cavalleria de d'Ardena, Margarit, Calvo, Langès, Piloy i de La Fare, amb les companyies de Gardes, Chevaux-légers i Gendarmes de Conti. El mateix dia 29, al vespre les tropes hispàniques cremaven el suburbi, durant el foc tot el dimarts dia 30.
El divendres dia 3 de juliol començaren els treballs de mina progressaren el dia 4, i el diumenge 5 de juliol les tropes hispàniques capitulaven, essent conduïdes a Perpinyà. De fet la vila no havia rebut cap ajut de l'exterior excepte que l'assetjament per part dels miquelets d'Espanya de les tropes franceses.
Concloïa així sense gairebé resistència el setge de Vilafranca de Conflent.

## Conseqüències
Ela francesos deixaren de guarnició a Villafranca 100 homes del regiment de Galères i 150 del de Campels. Un cop pres Vilafranca de Conflent, el Príncep de Conti es dirigí cap a Puigcerdà, prenent la plaça després d'assetjar-la i posteriorment cap a Vic on hagué d'aixecar el setge. Malgrat tot, els francesos comandats per Josep d'Ardena conqueriren també Camprodon, Ripoll i Breda. La campanya de 1654 finalitzà doncs amb progressos per part dels francesos però molt menors dels esperats.